# 迷惑かけてありがとう
『迷惑かけてありがとう』（めいわくかけてありがとう）は、NHK総合テレビジョンの銀河テレビ小説（平日21時40分 - 22時）で1984年6月4日から同年6月29日まで放送されたテレビドラマ。全20回。
プロボクサーからコメディアンに転身した、たこ八郎の半生をドラマ化したもの。たこ八郎をモデルとした「佐々木金助」はたこの親友の柄本明が演じた。また、実際にたこの芸人としての師匠でもあった由利徹も出演した。
番組タイトルの「迷惑かけてありがとう」とは、たこの口癖で自らの“座右の銘”であった。たこ八郎自身は放送翌年の1985年に海水浴中に心臓発作により死去している。

## あらすじ
天真爛漫のプロボクサー・佐々木金助（柄本明）は、ボクシングで日本チャンピオンの座を掴むも、プロボクサーを突然引退し、コメディアンになると決意する。

## キャスト
佐々木金助
演 - 柄本明
主人公。
藤吉サチ子
演 - 伊藤蘭
あや
演 - 沢村貞子
ボクシングジムの会長。
田崎
演 - 谷隼人
源五郎
演 - 由利徹
芝居小屋の座長。
モデルの本人が演じた。
鈴木
演 - 草野大悟
中原
演 - 小松方正
春乃
演 - 伊佐山ひろ子
金助の友達。
梅川
演 - 泉ワ輔
原
演 - 外波山文明
のり子
演 - 萩尾なおみ
医師
演 - 庄司永健
薬局主人
演 - 久保晶
練習生
演 - 松田浩志、竹内信明
女の子
演 - 長谷川舞
ボーイ
演 - おやま克博、鈴木よしひろ
伸子
演 - 根岸明美
その他
演 - 南利明、星ルイス、田島真吾、松阪隆子、鈴木重成 ほか

## スタッフ
- 原作 - たこ八郎「たこでーす 〜オレが主役でいいのかなぁー〜」（アス出版）
- 脚本 - 冨川元文
- 音楽 - 小林亜星
- 演奏 - 東京室内楽協会
- 演出 - 松本守正